# 纳奇拉特普尔卡塔巴里
纳奇拉特普尔卡塔巴里（Nachhratpur Katabari），是印度西孟加拉邦Uttar Dinajpur县的一个城镇。总人口5111（2001年）。

## 人口
该地2001年总人口5111人，其中男性2683人，女性2428人；0—6岁人口776人，其中男399人，女377人；识字率53.75%，其中男性为60.16%，女性为46.66%。